# Katie Mactier
Kate "Katie" Mactier (nascida em 23 de março de 1975) é uma ciclista de estrada e pista profissional australiana.
Competiu representando a Austrália nos Jogos Olímpicos de Verão de 2004 e de 2008, terminando em segundo e sétimo lugar, respectivamente, na prova de perseguição por equipes.
É casada com o também ciclista olímpico neozelandês Greg Henderson.